# San Nicolás kommun, Copán
San Nicolás är en kommun i Honduras.   Den ligger i departementet Departamento de Copán, i den västra delen av landet, 190 km nordväst om huvudstaden Tegucigalpa. Antalet invånare är 5 740. Arean är 74 kvadratkilometer.
Terrängen i San Nicolás är kuperad.